# Stor-Vittjärnen
Stor-Vittjärnen är en sjö i Bodens kommun i Norrbotten och ingår i Vitåns huvudavrinningsområde.